# Liste der Kulturdenkmale in Schwabhausen (Thüringen)
Die Liste der Kulturdenkmale in Schwabhausen ist auf dem Stand vom 28. August 2016 und enthält gemäß dem Gesetz zur Pflege und zum Schutz der Kulturdenkmale im Land Thüringen (ThüDSchG) in der geltenden Fassung vom 24. Februar 2016 bzw. dem Ersten Gesetz zur Änderung des ThüDSchG vom 23. November 2005 die Kulturdenkmale der Gemeinde Schwabhausen (für die Drei Gleichen die Erfüllende Gemeinde ist), im thüringischen Landkreis Gotha.
Hinweis: Die Liste kann Änderungen unterworfen sein, die hier nicht erscheinen. In Einzelfällen kann die aktuelle Liste bei der Unteren Denkmalschutzbehörde des Landratsamtes oder beim Bauamt der Erfüllenden Gemeinde eingesehen werden.

## Definitionen
Der Schutz der unbeweglichen Kulturdenkmale entsteht bereits durch das Vorliegen der gesetzlichen Voraussetzungen des § 2 des Thüringer Denkmalschutzgesetzes und ist nicht von der Eintragung in die Denkmalliste des Landes oder der Gemeinden abhängig. Das bedeutet, dass auch Objekte, die nicht in einer Denkmalliste verzeichnet sind, durchaus Denkmale sein können.

### Kulturdenkmale
Laut § 2 des Thüringer Denkmalschutzgesetzes sind Kulturdenkmale alle Sachen, Sachgesamtheiten oder Sachteile, die aus geschichtlichen, künstlerischen, technischen, wissenschaftlichen, volkskundlichen oder städtebaulichen Gründen sowie aus Gründen der historischen Dorfbildpflege ein öffentliches Interesse besteht. Zu den Kulturdenkmalen werden auch Denkmalensembles und Bodendenkmale gezählt.

#### Denkmalensemble
Um ein Denkmalensemble kann es sich handeln bei:
- baulichen Gesamtanlagen: Bauliche Gesamtanlagen sind insbesondere Gebäudegruppen, einheitlich gestaltete Quartiere und Siedlungen und historische Ortskerne einschließlich der mit ihnen verbundenen Pflanzen, Frei- und Wasserflächen.

- kennzeichnenden Straßen-, Platz- oder Ortsbildern: Ein kennzeichnendes Straßen-, Platz- oder Ortsbild ist insbesondere gegeben, wenn das Erscheinungsbild der Anlage für eine bestimmte Epoche oder Entwicklung oder für eine charakteristische Bauweise mit auch unterschiedlichen Stilarten kennzeichnend ist.

- kennzeichnende Ortsgrundrisse: Ein kennzeichnender Ortsgrundriss ist gegeben, wenn das Erscheinungsbild der Anlage für eine bestimmte Epoche oder Entwicklung charakteristisch ist, insbesondere im Hinblick auf Orts- und Siedlungsformen, Straßenführungen, Parzellenstrukturen und Festungsanlagen.

- historischen Park- und Gartenanlagen: Historische Park- und Gartenanlagen sind Werke der Gartenbaukunst, deren Lage sowie architektonische und pflanzliche Gestaltung von der Funktion der Anlage als Lebensraum und Selbstdarstellung früherer Gesellschaftsformen und der von ihr getragenen Kultur Zeugnis geben. Dazu zählen auch Tier- und botanische Gärten, soweit sie eine eigene historische und architektonische Gesamtgestaltung besitzen.

- historischen Produktionsstätten und -anlagen.

Nicht alle Teile eines Denkmalensembles müssen Kulturdenkmal sein, um als Kulturdenkmal zu gelten.

#### Bodendenkmal
Bewegliche oder unbewegliche Sachen, die im Boden oder unter Wasser verborgen waren oder sind und die Auskunft geben über tierisches oder pflanzliches Leben (paläontologische Denkmale) oder die Zeugnisse, Überreste oder Spuren der menschlichen Kultur (archäologische Denkmale) darstellen, sind Bodendenkmale.

### Hinweis
Die Denkmalliste der Gemeinde Schwabhausen macht die beschriebenen Unterscheidungen nicht durchgängig.

## Geschichtlicher Hintergrund
Schwabhausen ist eine unabhängige Gemeinde mit einem entsprechenden eigenständigen Haushaltsplan. Dieser umfasst sämtliche Errechnungen und Angaben in Vermögens- und Verwaltungshaushalt. Der örtliche Kindergarten befindet sich in der Trägerschaft der Gemeinde. Das Amt des Bürgermeisters wird ehrenamtlich durch Herrn Olaf Jungklaus beglichen. Ihm zur Seite steht ein achtköpfiger ehrenamtlicher Gemeinderat. Es existieren keine Ausschüsse. Die Verwaltung Schwabhausens, auch der dortigen Kulturdenkmale, erfolgt durch die erfüllende Gemeinde Drei Gleichen. Die Kosten dafür werden in Form einer Verwaltungspauschale berechnet.

## Einzeldenkmale § 2 Abs. (1) Nr. ThürDSchG

### Sakralbauten
| Bild                           | Bezeichnung           | Lage                                                      | Datierung | Beschreibung | ID |
| ------------------------------ | --------------------- | --------------------------------------------------------- | --------- | --- | -- |
| weitere Bilder Fotos hochladen | Kirche St. Trinitatis | Schwabhausen, Kirchbergstraße 22, Flurstück: 2-79 (Karte) |           | Baubeginn war 1701 auf den Resten einer baufällig gewordenen Vorgängerkirche. Einweihung 1702. Der Turm der Kirche ist wesentlich älter als das Schiff und im Kern gotisch. Von den drei Glocken fielen die kleine und mittlere dem Ersten Weltkrieg zum Opfer, die dritte hat danach auch nur bis 2002 geläutet. Im April 2002 goss die Glockengießerei Bachert aus Bad Friedrichshall zwei neue Glocken. Der Glockenstuhl wurde im Frühjahr 2002 erneuert. |    |

### Profanbauten
| Bild | Bezeichnung                                     | Lage                                       | Datierung | Beschreibung | ID |
| ---- | ----------------------------------------------- | ------------------------------------------ | --------- | ------------ | -- |
| BW   | Archäologisches Denkmal: Reste einer Wasserburg | Gothaer Straße 30, Flurstück: 1-32 (Karte) |           |              |    |